# The Kapralova Society
The Kapralova Society je kanadská hudební společnost, která vznikla v r. 1998 v Torontu jako nezisková organizace s cílem propagovat dílo české skladatelky Vítězslavy Kaprálové a upozorňovat na tvorbu skladatelek přítomnosti i minulosti. Za tímto účelem Společnost vydává webové stránky, odborné publikace a odborné periodikum Kapralova Society Journal, podporuje vydávání děl Kaprálové tiskem i na hudebním nosiči a dává podnět k provedení jejich světových premiér.
The Kapralova Society je členem sdružení International Alliance for Women in Music (Mezinárodní sdružení žen v hudbě). U příležitosti 20. výročí založení společnosti v r. 2018 vysílal Český rozhlas (Vltava) v rámci svého seriálu Akademie pořad, který věnoval její činnosti.

## Projekty
- Edice díla Kaprálové ve spolupráci s hudebním nakladatelstvím Českého rozhlasu a nakladatelstvími Bärenreiter Praha a Amos Editio.
- Nahrávky skladeb Kaprálové ve spolupráci s vydavatelstvími Naxos, Koch International Classics (New York), EuroArts, Supraphon, Radioservis aj.
- Odborné periodikum Kapralova Society Journal, v němž jsou publikovány výsledky badatelské práce týkající se nejen Kaprálové, ale i širšího tématu "žena v hudbě". [3]
- Souborná korespondence Vítězslavy Kaprálové [4]
- Tematický katalog skladeb Vítězslavy Kaprálové[5]
- Publikace Kauza Kaprálová v dobové korespondenci a dokumentech[6]
- Antologie The Women in Music Anthology (Ženy v hudbě) [7]
- Online databáze českých i světových skladatelek, bibliografie pro téma Žena skladatelka aj. [1]
- Spolupráce na rozhlasových dokumentech o Vítězslavě Kaprálové pro CBC Radio 2, BBC Radio 3 a Český rozhlas 3.[8]
- Spolupráce na filmovém dokumentu o Vítězslavě Kaprálové pro Cinepoint[9] (uvedení do kin v r. 2025).